# Переславичівська сільська рада
| Переславичівська сільська рада — адміністративно-територіальна одиниця у Іваничівському районі Волинської області з адміністративним центром у селі Переславичі. Сільській раді підпорядковані населені пункти: - с. Переславичі - с. Трубки |

## Склад ради
Сільська рада складається з 16 депутатів та голови. П'ятнедцятеро (93.8%) депутатів нинішнього скликання є самовисуванцями та ще одна депутат (6.2%) від Народної Партії. 

## Керівний склад сільської ради
| ПІБ                      | Основні відомості                                                                                  | Дата обрання | Дата звільнення |
| ------------------------ | -------------------------------------------------------------------------------------------------- | ------------ | --------------- |
| Смаль Микола Миколайович | Сільський голова, 1978 року народження, освіта, член Української Народної Партії                   | 26.03.2006   | 31.10.2010      |
| Смаль Микола Миколайович | Сільський голова, 1978 року народження, освіта вища, член Всеукраїнського об'єднання «Батьківщина» | 31.10.2010   |                 |

Примітка: таблиця складена за даними джерела

## Населення
Населення сільської ради згідно з переписом населення 2001 року становить 1,134 осіб, площа — 15.38 км², щільність — 73.7 осіб/км². 
| Населенні пункти  | 2001 рік | 1989 рік |
| ----------------- | -------- | -------- |
| Переславичі       | 646      | 490      |
| Трубки            | 488      | 910      |
| Сукупне населення | 1,134    | 1,400    |